# Seehausen (Altmark)
Seehausen is een gemeente in de Duitse deelstaat Saksen-Anhalt, en maakt deel uit van de Landkreis Stendal.
Seehausen (Altmark) telt 4.817 inwoners.

## Geschiedenis
De plaats werd voor het eerst vermeld in 1174 en werd mogelijk gesticht door kolonisten uit Holland. Vanaf 1358 hoorde Seehausen bij de Hanze.

## Indeling gemeente
De volgende Ortsteile maken deel uit van de gemeente:

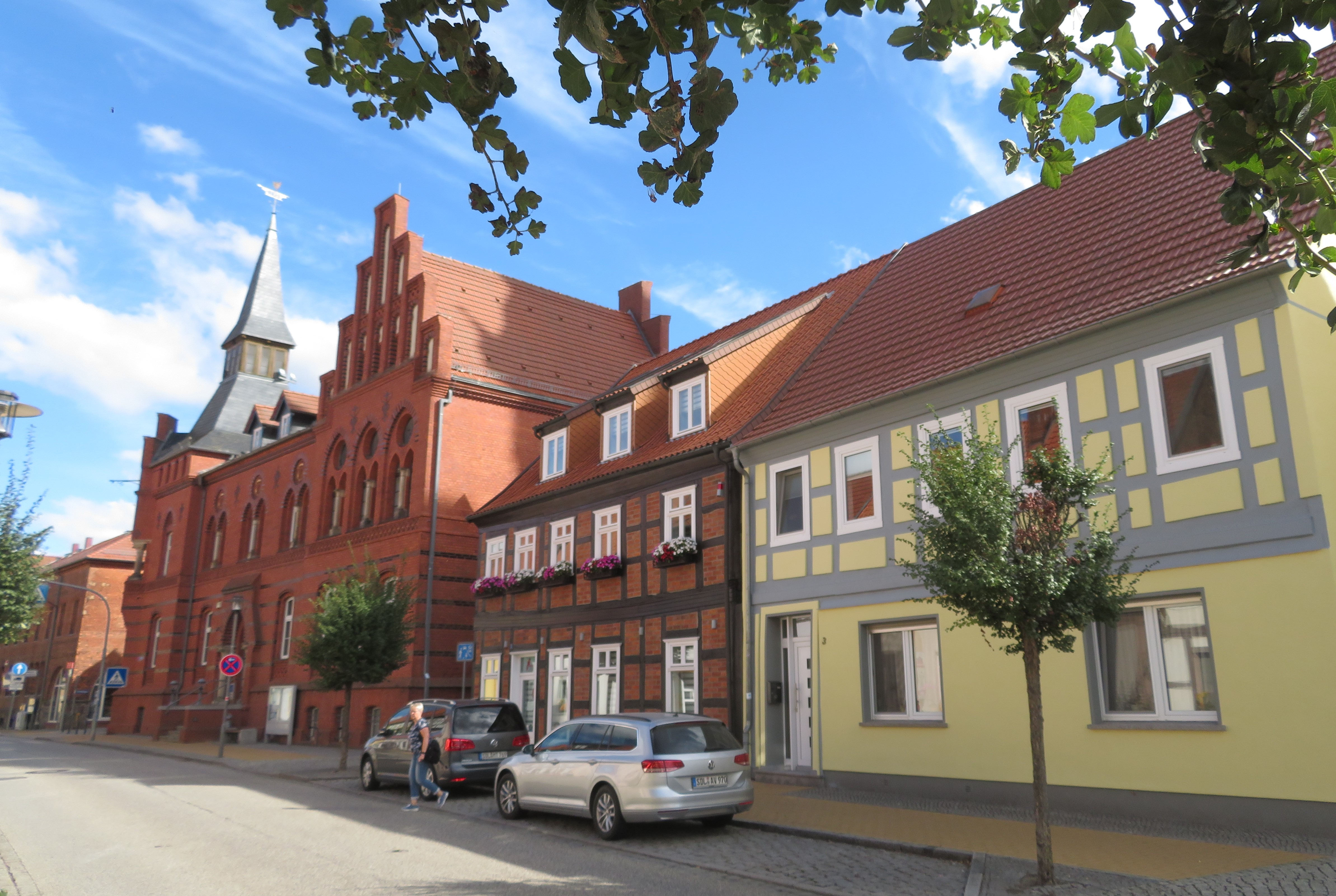
Rathaus

- Behrend
- Beuster
- Esack
- Geestgottberg
- Gehrhof
- Losenrade
- Nienfelde
- Oberkamps
- Ostorf
- Scharpenlohe
- Schönberg
- Seehausen (Altmark)
- Uhlenkrug
- Unterkamps
- Waldesfrieden
- Wegenitz
- Werder

Aland ·
Altmärkische Höhe ·
Altmärkische Wische ·
Arneburg ·
Bismark (Altmark) ·
Eichstedt (Altmark) ·
Goldbeck ·
Hassel ·
Havelberg ·
Hohenberg-Krusemark ·
Iden ·
Kamern ·
Klietz ·
Osterburg (Altmark) ·
Rochau ·
Sandau (Elbe) ·
Schollene ·
Schönhausen (Elbe) ·
Seehausen (Altmark) ·
Stendal ·
Tangerhütte ·
Tangermünde ·
Vinzelberg ·
Werben (Elbe) ·
Wust-Fischbeck ·
Zehrental